# Schwörstadt
Schwörstadt – miejscowość i gmina w Niemczech, w kraju związkowym Badenia-Wirtembergia, w rejencji Fryburg, w regionie Hochrhein-Bodensee, w powiecie Lörrach, wchodzi w skład wspólnoty administracyjnej Rheinfelden (Baden). Leży nad Renem, przy granicy ze Szwajcarią, ok. 18 km na południowy wschód od Lörrach.

## Infrastruktura
Przez teren miasta przebiega droga krajowa B34 (Bazylea–Bodman-Ludwigshafen) oraz Główna Badeńska Linia Kolejowa (Bazylea–Kreuzlingen).
Na Renie znajduje się elektrownia Ryburg-Schwörstadt, zbudowana w roku 1930, która rocznie produkuje 110 MW. Piesi oraz rowerzyści mogą przekroczyć tu granicę niemiecko-szwajcarską.

## Polityka
Ostatnie wybory samorządowe odbyły się 13 czerwca 2004.
| Partia      | % głosów | Porównanie | Ilość radnych | Porównanie |
| ----------- | -------- | ---------- | ------------- | ---------- |
| Bezpartyjni | 51,4%    | -8,1%      | 6             | -2         |
| CDU         | 33,0%    | +8,0%      | 4             | +1         |
| SPD         | 15,6%    | +0,2%      | 2             | =          |

¹ z ostatnimi wyborami

## Współpraca
Miejscowość partnerska:
- Aillevillers-et-Lyaumont, Francja